# Bill Orthwein
William Robert „Bill” Orthwein  (ur. 16 października 1881 w Saint Louis, zm. 2 października 1955 tamże) – amerykański pływak i piłkarz wodny, medalista olimpijski Letnich Igrzysk 1904 w Saint Louis.
Razem z klubem Missouri Athletic Club zdobył dwa brązowe medale olimpijskie w sztafecie pływackiej na 4 × 50 jardów stylem dowolnym oraz w turnieju piłki wodnej. Wziął również udział w wyścigu na 100 jardów stylem grzbietowym, gdzie zajął 4. miejsce.